# Орсон Скот Кард
Орсон Скот Кард (енгл. Orson Scott Card; Ричланд, 24. август 1951) је амерички писац, критичар, есејиста и колумниста. Писао је различите жанрове, али је најпознатији по научној фантастици. Његови романи Ендерова игра и његов наставак Говорник за мртве су добили и награде Хјуго и Небјула, чиме је постао једини аутор који је добио обе ове награде две године узастопно.

## Приватни живот
Орсон Скот Кард је дете мормонских родитеља. Две године је живео у Бразилу као мисионар Мормонске цркве.
Ожењен је Кристином Ален Кард, са којом има петоро деце.

## Каријера
Добио је 1981. мастер диплому енглеског на Јута универизтету, Изузетно је плодан и и даље активан аутор са преко 50 објављених наслова. Поред научне фантастике писао је и савремену фикцију, стрипове, историјске романе, сценарије за драме и мјузикле, а сарађивао је и у изради видео игара: Адвент рајзинг, Диг, Тајна мајмунског острва.

Књиге су му организоване у неколико сага, од којих је најпознатија Ендерова сага (Ендерова игра, Говорник за мртве, Ксеноцид), затим Сенка сага, Посматрачи прошлости и Приче о Алвину Мејкеру.
Високобуџетна филмска адаптација Ендерове игре снимљена је 2013.., али није достигла успех књиге, добила је слабе критике и није остварила очекивану зараду.

## Дела преведена на српски језик
- 1985. Ендерова игра (Ender's Game)
- 1986. Говорник за мртве (Speaker for the Dead)
- 1987. Седми син (Seventh Son)
- 1991. Ксеноцид (Xenocide)
- 1999. Деца ума 1 и 2 (Children of the mind)
- 1996. Посматрачи прошлости: искупљење Кристофера Колумба (Pastwatch: The Redemption of Christopher Columbus)
- 1998. Легенде (Стивен Кинг, Тери Прачет, Тери Гудкајнд, Орсон Скот Кард, Роберт Силверберг, Урсула Л. Легвин, Тад Вилијамс, Џорџ Р. Р. Мартин, Ен Макафри, Рејмонд Е. Фајст, Роберт Џордан) (Legends: Short Novels by the Masters of Modern Fantasy)
- 2000. Сара и Аврам (Sarah)
- 2001. Ребека и Исак (Rebekah)
- 2003. Легенде II: змај, мач и краљ (Тери Брукс, Џорџ Р. Р. Мартин, Дајана Габалдон, Орсон Скот Кард, Елизабет Хејдон) (Legends II: New Short Novels by the Masters of Modern Fantasy)[6]